# Свети Илија Пустињак
Илија Пустињак је хришћански светитељ. 
Рано се замонашио, и провео седамдесет пет година у потпуној самоћи у пустињи близу Антиноје Тиваидске у горњем Египту.
Посетиоци који су долазили код њега када је већ био старац су га затицали како седи испод камене настрешице, у којој се због мрака једва могао приметити. Од старости се сав тресао, јер је имао преко сто десет година. Други пустињаци су причали за Илију да нико не памти када се он настанио на гори.
У старости је јео по три мала парчета хлеба ујутру и увече, и по три слане маслинке, док је у младости само једанпут недељно узимао храну. Онима који су долазили да им да савет он је говорио:
Не предајте себе под власт Сатани. Постоје три пројаве ђаволске силе, које се изазивају грехопадима инока: прва - заборавност, друга - леност, трећа - похота. Када на инока напада заборавност, рађа се леност, од лености долази похота, а од похоте човек пада. Ако је пак инок опрезан и има страх Божји, у њега нема ни лености, ни рђаве жеље. Зато је Сатана и немоћан против таквог монаха; нема силе да таквог човека ували у грех; и такав се човек спасава благодаћу Божјом.
Преминуо је мирно у дубокој старости.
Православна црква га слави 8. јануара по јулијанском календару, а 21. јануара по грегоријанском календару.